# Maladera liotibia
Maladera liotibia är en skalbaggsart som beskrevs av Shuhei Nomura 1974. Maladera liotibia ingår i släktet Maladera och familjen Melolonthidae. Inga underarter finns listade i Catalogue of Life.